# Little Fish Lake
Little Fish Lake är en sjö i Kanada.   Den ligger i provinsen Alberta, i den centrala delen av landet, 2 700 km väster om huvudstaden Ottawa. Little Fish Lake ligger 893 meter över havet. Arean är 8,9 kvadratkilometer. Den sträcker sig 3,5 kilometer i nord-sydlig riktning, och 5,3 kilometer i öst-västlig riktning.
Trakten runt Little Fish Lake består i huvudsak av gräsmarker. Trakten runt Little Fish Lake är nära nog obefolkad, med mindre än två invånare per kvadratkilometer.